# ČKD Tatra T6A2

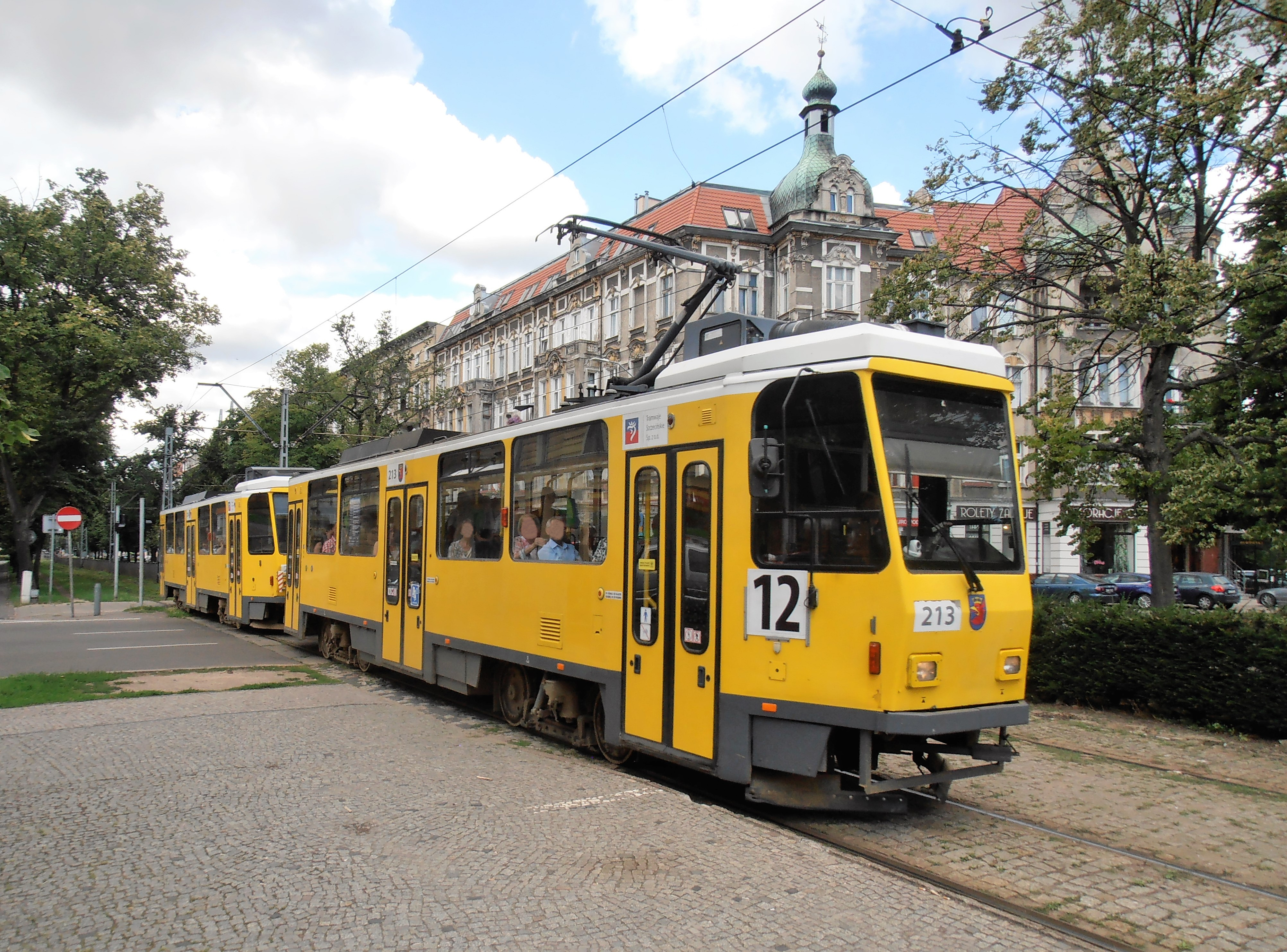
Tatra T6A2D típusú villamos a Grunwald téren, a 12-es vonalon, Szczecinben

A Tatra T6A2 háromajtós, egy-vezetőállásos villamos. Magyarországon Szegeden állították őket forgalomba, összesen 13 darab közlekedik belőlük. Eredetileg német (NDK) igényeknek megfelelően a T4 utódjaként tervezték, ennek megfelelően a kocsiszekrény szűkebb a Csehországban szokásos 2500 mm-nél.

## Típustörténet
A villamost 1997 és 1999 között gyártotta a ČKD Tatra. Szegedre 1997-ben kerültek, itt a Szegedi Közlekedési Társaság (SZKT) kék-sárga-fehér-piros színezését kapták. Fő feladatuk az elavulttá vált FVV csuklósok leváltása.

## Jellegzetességek
Ezeket a villamosokat Szeged összes villamosvonalán közlekedtetik. Bár egyirányú, a hátsó részben található egy fedett vezetőállás, melyet hátrafelé történő vezetés esetén lehet használni. Mivel meglehetősen kis befogadóképességű villamosok, ezért csatolt üzemben is szoktak járni. Elektromos utastájékoztatóval és hangos utastájékoztatóval egyaránt fel vannak szerelve.
A villamosokhoz Rostockból használtan vett pótkocsikat kapcsolnak Szegeden, amelyeket az SZKT felújított és motorral látott el. A pótkocsikban csak szükségvezetőállás van. A pótkocsik típusmegjelölése: B6A2D–M típusú aktív (önjáró) közúti vasúti pótkocsi. Pályaszámuk: 950-953.

## Előfordulás
| Állam        | Város     | Típus     | Év        | Legyártva | Pályaszámok     |
| ------------ | --------- | --------- | --------- | --------- | --------------- |
| Bulgária     | Szófia    | T6A2B     | 1991–1999 | 57        | 2001–2057       |
| NDK          | Berlin    | T6A2D     | 1988–1990 | 118       | 218 101–218 218 |
| NDK          | Drezda    | T6A2D     | 1985–1988 | 4         | 226 001–226 004 |
| NDK          | Lipcse    | T6A2D     | 1988–1991 | 28        | 1001–1028       |
| NDK          | Magdeburg | T6A2D     | 1989      | 6         | 1275–1280       |
| NDK          | Rostock   | T6A2D     | 1989–1990 | 24        | 601–624         |
| NDK          | Schwerin  | T6A2D     | 1989      | 6         |                 |
| Magyarország | Szeged    | T6A2H     | 1997      | 13        | 900–912         |
| Összesen:    | Összesen: | Összesen: | Összesen: | 256       |                 |